# 蒙達人
蒙達人（英語：Munda people）是分佈於印度東北與孟加拉的少數民族，約有400萬人口。他們是少數不使用種姓制度的印度民族，而是以「帕哈系統」為主要的社會制度。同時，蒙達人也是融合多個信仰的民族，包括薩納教、基督教、印度教。

## 民族分佈、人口與語言

### 分佈
蒙達族主要分佈在印度東北的比哈爾邦、賈坎德邦和奧里薩邦，大約是北緯20.15° 東經85.50°E到北緯25.37° 東經85.13°一帶。
除上述兩邦外，也有少數分佈在印度的西孟加拉邦與孟加拉。

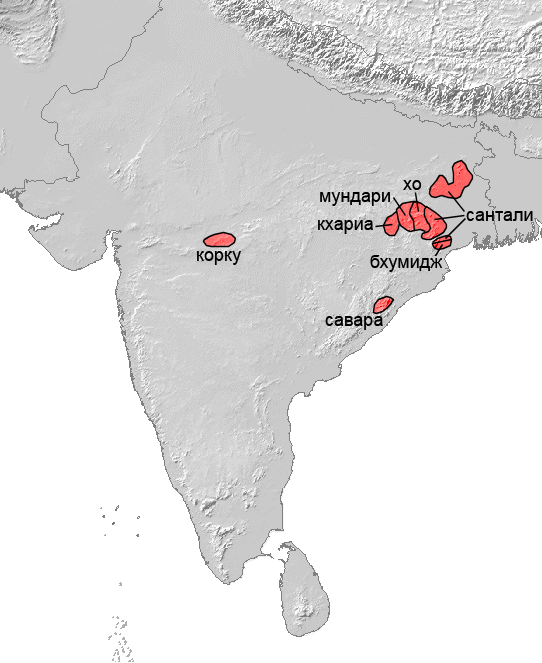
蒙達族分布

### 人口
對於蒙達人的界定隨時代而變動，常與柯爾人和霍人等蒙達里語使用民族歸類為一民族，因此對人口的統計差距極大。
根據現有1978年的調查，蒙達人約400萬人，絕大部分生活在印度，屬印度最大的表列部落。
另外也有200萬之說
，但一倍的差距應是對蒙達民族之界定不同造成。

### 語言
大部分族人使用蒙達里語。屬於南亞語系>蒙達語族>北蒙達語支>蒙達里語。
根據2001年的印度人口普查，約有47萬的語言使用者。
以國家而言，大多在印度、孟加拉與尼泊爾。以民族而言，除蒙達人外，桑塔爾人、柯爾人、霍人也都是使用蒙達里語。
蒙達人並無自己專屬的書寫體系，因此現存的書寫系統有孟加拉文、天城文、歐利亞語文字，或學習印度當今的官方語言印地語。

#### 語音學

##### 母音
|          |          | 前元音 | 前元音 | 後元音 |
| -------- | -------- | ------ | ------ | ------ |
| 閉元音   | 閉元音   | ɪ      | ʊ      | u      |
| 半閉元音 | 半閉元音 | I      | ə      | o      |
| 半開元音 | 半開元音 | ɛ      |        | ɔ      |
| 開元音   | 開元音   |        | a      |        |

##### 子音
|        |          | 唇音 | 齒齦音 | 硬顎音 | 軟齶音 | 聲門音 |
| ------ | -------- | ---- | ------ | ------ | ------ | ------ |
| 鼻音   | 鼻音     | m    | n      | ɲ      | ŋ      |        |
| 塞音   | 前鼻音化 | b    | d      | ɟ      | ɡ      |        |
| 塞音   | 非送氣音 | p    | t      |        | k      | ʔ      |
| 擦音   | 清音     |      | s      |        |        |        |
| 內爆音 | 內爆音   |      | ɗ      | ʄ      |        |        |
| 近音   | 近音     | w    | r, l   | y      |        |        |

## 地理環境
蒙達人多群居於印度東北與孟加拉西部，此處為熱帶地區，氣溫偏高，尤其在4、5月之際。
因季風雨靠山的地形，6、7月雨量極多，又受到印度洋熱帶氣旋影響，多颶風。
此處自然資源豐富，使當地人現得以藉採集、林業、礦業等工作謀生。

## 歷史沿革

### 遠古史
蒙達民族時常被認為是印度最古老的部落，起源於西孟加拉邦一帶，爾後有數次遷徙(最初源自東南亞，大約在4000-3500年前從東南亞到達奧里薩海岸)。
遷徙路線主要是往西與往南移動。

### 近代史

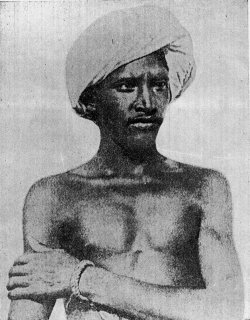
博薩蒙達Birsa Munda

博薩蒙達Birsa Munda（Birsa Munda）是被當作蒙達部落中的先知，他在印度脫離英國殖民之際投入對政府的抗爭，並參與和帶領各種運動促成了印度的獨立。
也因為博薩蒙達的努力，蒙達民族在印度建國之際受到其他民族十足的尊重。

### 與柯爾族之關係
蒙達語又稱科拉里亞語，因此蒙達語族自古也時常被稱為科拉里亞人或柯爾人。
也有另一說，認為蒙達族與柯爾族都是蒙達語族的一支，並不互相重疊。
然而後來各民族的通婚和涵化，各份文獻中蒙達人與柯爾人的分野更加不鮮明，各自定義也不相同。

## 社會、家庭與婚姻

### 婚姻與家庭
東北各部落相似，主要規範為一夫一妻制，但仍有一夫多妻的婚姻存在，且為從父居。
絕大部分蒙達族家族都是父系氏族。
十分特別的是，蒙達族並不排斥與其他部落或民族的人通婚，甚至是樂意的（willingness）。

### 社會

#### 社會結構
雖印度的種姓制度在印度各地被廣泛使用，但在蒙達族傳統中較不在意種性的階級，而是以部落與社群為認同的單位。
但在某些社群中已漸漸的被主流社會所影響，融入種性系統中。

#### 帕哈系統
蒙達族的部落分成許多子社群，如Patar、Mahali、Kanpat，每一個社群中都會有一個年輕男子訓練所（gotiora），會在此訓練社群中的男孩，包括掌管政治、儀式進行、打獵。
每個社群中也會一個村落長老組織（潘查雅特），負責部落中的主要政策或儀式活動，並且在任何人得知他人違背社會規範習慣，甚至是發稱突發狀況時，都有義務（duty）去通知長老組織，這便是帕哈系統（Parha system)。

## 產業與生活
傳統而言，蒙達諸部落是以伐木為業，也同時保有狩獵的生活方式，然而近期急遽的轉型為農業社會。
目前有許多蒙達人並不擁有土地，而是成為僱農。

## 信仰與習俗

### 傳統信仰
傳統信仰以泛靈信仰和薩納教Sarnaism為主，其中薩納教為多神信仰，最重要的神便是singbonga，也就是太陽神的意思，他們相信singbonga會懲罰違反規矩的人。
特別的是，信仰薩納教的人們並沒有創造出如聖經一般的教條，而是隨著文化與傳統去調整以適應當代社會。

### 基督教
蒙達人除了信仰薩納教外，也信仰基督教，但卻是本土化後的基督教，與西方的基督教有著很大的差異。

### 印度教
而在與印度其他民族不斷接觸，文化互相影響的背景下，也有資料指出現在幾乎超過六成的蒙達人是印度教信徒。

## 文學與藝術
蒙達人的音樂藝術多樣且歷史悠久，且每個子群體流傳的歌謠都不盡相同，且與政治體制有所關連。
例如Lahsua子群體就創造出了一首與長老組織裁判、審判權力有關的歌，歌詞如下：
Kone raja umaralain  這個掌權者要被廢除了
Kone raja sambharalain 這個掌權者被加冕了